# Roger d'Ivry
Pour les articles homonymes, voir Famille d'Ivry.
Roger d'Ivry est un comte anglo-normand du XIe siècle, originaire d'Ivry-la-Bataille, dans l'actuel département de l'Eure. Issu de la famille d'Ivry, il est l'échanson de Guillaume le Conquérant.

## Biographie
Il prend part à la conquête normande de l'Angleterre par le duc Guillaume en 1066 et fonde l'abbaye Notre-Dame d'Ivry en 1071. Roger d'Ivry et Robert d'Oilly sont « frères ligués et fédérés par la foi et le serment ». Le Domesday Book précise qu'ils détiennent conjointement plusieurs terres et manoirs en Angleterre, dans les comtés de Bedfordshire, Buckinghamshire, Gloucestershire, Huntingdonshire, Oxfordshire et Warwickshire. Il est probable qu'il ait été shérif du Gloucestershire.
Il épouse Adeline, fille aînée d'Hugues de Grandmesnil.